# Fridrik III., car Svetog Rimskog Carstva
Fridrik III. (Innsbruck, 21. rujna 1415. – Linz, 19. kolovoza 1493.), car Svetog Rimskog Carstva (1452. – 1493.), austrijski nadvojvoda (kao Fridrik V., 1424. – 1493.) i kralj Njemačke (kao Fridrik IV., 1440. – 1493.) iz dinastije Habsburg. Bio je posljednji njemački car okrunjen u Rimu.

## Život i vladavina
Fridrik je rođen u Innsbrucku, kao sin austrijskog nadvojvode Ernesta Željeznog (1406. – 1424.) iz Leopoldske grane Habsburga i princeze Cimburge od Mazovije. Poslije očeve smrti 1424. godine, živio je u Tirolu, kod svog strica Fridrika IV. (1402 - 1439), vojvode Prednje Austrije, da bi 1435. godine zajedno s bratom Albertom VI. (1424 - 1463) preuzeo upravu nad Štajerskom i Koruškom. Sukobi između njih dvojice trajali su sve do Albertove smrti 1463. godine.
Nakon smrti kralja Alberta II. (1438. – 1439.) i vojvode Fridrika IV. postao je najstariji član obitelji Habsburga i skrbnik njihovih maloljetnih sinova, Ladislava Posmrtnog (1440 - 1457), odnosno Žigmunda (1446. – 1490.). Izabran je 2. veljače 1440. godine za novog kralja Njemačke, ali je zbog svoje odsutnosti iz Njemačke okrunjen tek 17. lipnja 1442. godine. Fridrik je pregovarao s predstavnicima Katoličke crkve i sklopio je 1448. godine Bečki konkordat kojim je priznao primat papinstva dok mu je zauzvrat, uz novčanu nagradu, obećana titula cara Svetog Rimskog Carstva. Bez obzira na sukobe u Austriji i Ugarskoj, Fridrik se 1451. godine uputio u Rim gdje se 16. ožujka 1452. godine oženio portugalskom princezom Eleonorom, kćerkom kralja Eduarda (vladao 1433. – 1438.).
Ofanzivna politika novog osmanskog sultana Mehmeda II. (1451. – 1481.) i podizanje novog utvrđenja na Bosporu, rumelijskog Hisara, najavili su njegov skori napad na bizantski Carigrad. Nakon potapanja tri mletačka broda, u studenom 1452. godine, Fridrik je uputio Mehmedu II. prijeteće pismo u kojem ga je upozorio da će ga ujedinjene kršćanske snage napasti, ako ne prekine blokadu grada, iako u tadašnjoj Europi takvo nešto nije bilo moguće.
Njegova politika je stvorila jaku opoziciju njegovoj vladavini, ali se zbog nesloge kneževa izbornika oko toga tko bi postao novi vladar, uspio održati na vlasti. Nakon smrti Ladislava Posmrtnog 1457. godine, Fridrik nije uspio preuzeti vlast u Češkoj i Ugarskoj, dok ga je s posjeda u Austriji potisnuo njegov brat Albert, koji je zauzeo i sam Beč. Albertova smrt 1463. godine je vratila pod njegovu upravu posjede u Austriji, ali su oni bili stalno ugroženi napadima poljskog kralja Jirija Podjebrada (1458. – 1471.) iz Češke i ugarskog kralja Matije Korvina (1458. – 1490.) iz Mađarske.
Tijekom 1468. godine je posjetio Rim i pokušao se s papom Pavlom II (1464. – 1471.) dogovori oko akcije protiv Osmanlija, ali bez uspjeha. Pregovore o ženidbi svog sina Maksimilijana (1493. – 1519.) s Marijom Valois, kćerkom i nasljednicom burgundskog vojvode Karla Smjelog (1467. – 1477.) započeo je 1470. godine, ali je brak realiziran tek nakon Karlove smrti 1477. godine.
U ratu s Matijom Korvinom tijekom 1480-ih godina, Fridrik je izgubio dio posjeda u Austriji, uključujući i sam Beč, u koji je Matija svečano ušao 1. lipnja 1485. godine i pretvorio ga u svoju prijestolnicu. Neposredno poslije toga, Fridrik je vlast praktično predao svom sinu i suvladaru Maksimilijanu, koji je 1486. godine izabran za novog njemačkog kralja, poslije čega se Fridrik povukao u Linz.
Preminuo je 1493. godine, prilikom neuspješnog pokušaja amputacije lijeve noge, a sahranjen je u bečkoj katedrali svetog Stjepana, u velebnoj grobnici koju je napravio kipar Nikolas Gerhart.

## Vanjske poveznice
- Fridrik III. (IV.) Hrvatska enciklopedija
- Fridrik III. Habsburški Proleksis enciklopedija

| Prethodnik: Žigmund | Rimsko-njemački car car (1452. - 1493.) | Nasljednik: Maksimilijan I. |